# Apaturina aluna
Apaturina aluna är en fjärilsart som beskrevs av Hans Fruhstorfer 1904. Apaturina aluna ingår i släktet Apaturina och familjen praktfjärilar. Inga underarter finns listade i Catalogue of Life.